# 17a cerimònia dels Premis César
La 17a cerimònia dels Premis César — també coneguts com Nuit des César — que premiava les pel·lícules estrenades el 1991, va tenir lloc el 22 de febrer de 1992 al Palau dels Congressos de París.
Va ser presidida per Michèle Morgan i retransmesa a Antenne 2, presentada per Frédéric Mitterrand.

## Presentadors i ponents
- Jean-Loup Dabadie, president de l'Académie des arts et techniques du cinéma
- Michèle Morgan, presidenta de la cerimònia
- Frédéric Mitterrand, mestres de cerimònia
- Claudia Cardinale, per la presentació del César a la millor actriu
- Sabine Azéma, per la presentació del César a la millor actriu secundària
- Jean Rochefort, Mathilda May, per la presentació del César al millor director
- Roman Polanski, per la presentació del César d'honor a Sylvester Stallone

## Desenvolupament
La gran guanyadora de la nit fou clarament Tots els matins del món d'Alain Corneau, que amb 11 nominacions va obtenir 7 premis: millor pel·lícula, millor director, millor actriu secundària, millor fotografia, millor so, millor vestuari i millor banda sonora, que va rebre el compositor català Jordi Savall i Bernadet. D'altra banda, Delicatessen amb deu nominacions se'n va dur quatre premis: millor primera pel·lícula, millor guió, millor decorat i millor muntatge.
Un dels moments més recordats fou el discurs d'agraïment de Jeanne Moreau, guanyadora del César a la millor actriu, qui va dedicar el seu premi a les joves actrius també nominades, parlant de moments de crisi i de la necessitat de redistribuir els moments en què tot va bé. Va acabar el discurs justificant el que havia dit amb C’est ma soirée ce soir "(És la meva nit aquesta nit). Finalment,els premis d'honor foren atorgats a Michèle Morgan i a l'estatunidenc Sylvester Stallone i es va retre homenatge a l'actor canadenc Pierre Brasseur, que van acollir la seva vídua i els seus fills, també actors.

## Guanyadors i nominats
Els guanyadors s'indiquen en negreta.
| Millor pel·lícula - Tots els matins del món d'Alain Corneau - Merci la vie de Bertrand Blier - La Belle Noiseuse de Jacques Rivette - Van Gogh de Maurice Pialat                                                                      | Millor director - Alain Corneau per Tots els matins del món - André Téchiné per J'embrasse pas - Jacques Rivette per La Belle Noiseuse - Bertrand Blier per Merci la vie - Maurice Pialat per Van Gogh                                       |
| Millor actor - Jacques Dutronc per Van Gogh - Hippolyte Girardot per Hors la vie - Gérard Jugnot per Une époque formidable - Jean-Pierre Marielle per Tots els matins del món - Michel Piccoli per La Belle Noiseuse                  | Millor actriu - Jeanne Moreau per La Vieille qui marchait dans la mer - Emmanuelle Béart per La Belle Noiseuse - Juliette Binoche per Les Amants du Pont-Neuf - Anouk Grinberg per Merci la vie - Irène Jacob per La Double vie de Véronique |
| Millor actor secundari - Jean Carmet per Merci la vie - Jean-Claude Dreyfus per Delicatessen - Ticky Holgado per Une époque formidable - Bernard Le Coq per Van Gogh - Gérard Séty per Van Gogh                                       | Millor actriu secundària - Anne Brochet per Tots els matins del món - Hélène Vincent per J'embrasse pas - Jane Birkin per La Belle Noiseuse - Catherine Jacob per Merci la vie - Valérie Lemercier per L'operació Corned-Beef                |
| Millor actor revelació - Manuel Blanc per J'embrasse pas - Guillaume Depardieu per Tots els matins del món - Laurent Grévill per L'Année de l'éveil - Thomas Langmann per Paris s'éveille - Chick Ortega per Une époque formidable... | Millor actriu revelació - Géraldine Pailhas, per La Neige et le Feu - Marie-Laure Dougnac per Delicatessen - Marie Gillain per El meu pare, el meu heroi - Alexandra London per Van Gogh - Elsa Zylberstein per Van Gogh                     |
| Millor pel·lícula estrangera - Toto le héros de Jaco Van Dormael - Alice de Woody Allen - Ballant amb llops de Kevin Costner - El silenci dels anyells de Jonathan Demme - Thelma i Louise de Ridley Scott                            | Millor primera pel·lícula - Delicatessen de Marc Caro i Jean-Pierre Jeunet - Les Arcandiers de Manuel Sanchez - L'Autre de Bernard Giraudeau - Fortune Express d'Olivier Schatzky - Lune froide de Patrick Bouchitey                         |
| Millor guió original o adaptació - Jean-Pierre Jeunet, Marc Caro i Gilles Adrien per Delicatessen - Bertrand Blier per Merci la vie - Alain Corneau i Pascal Quignard per Tots els matins del món - Maurice Pialat per Van Gogh       | Millor música - Jordi Savall i Bernadet per Tots els matins del món - Carlos D'Alessio per Delicatessen - Jean-Claude Petit per Mayrig - Zbigniew Preisner per La Double vie de Véronique                                                    |
| Millor fotografia - Yves Angelo per Tots els matins del món - Gilles Henry i Emmanuel Machuel per Van Gogh - Darius Khondji per Delicatessen                                                                                          | Millor decorat - Jean-Philippe Carp i Miljen Kreka Kljakovic per Delicatessen - Philippe Pallut i Katia Wyszkop per Van Gogh - Michel Vandestien per Les Amants du Pont-Neuf                                                                 |
| Millor muntatge - Hervé Schneid per Delicatessen - Claudine Merlin per Merci la vie - Marie-Josèphe Yoyotte per Tots els matins del món                                                                                               | Millor so - Gérard Lamps, Pierre Gamet et Anne Le Campion per Tots els matins del món - Vincent Arnardi, Jérôme Thiault per Delicatessen - Jean-Pierre Duret, François Groult per Van Gogh                                                   |
| Millor vestuari - Corinne Jorry per Tots els matins del món - Édith Vespérini per Van Gogh - Valérie Pozzo di Borgo per Delicatessen                                                                                                  | Millor curtmetratge d'animació - Le Porte-plume de Marie-Christine Perrodin - Sculpture, sculptures de Jean-Loup Felicioli |
| César d'honor - Michèle Morgan - Sylvester Stallone | Homenatge - a Pierre Brasseur en presència d'Odette Joyeux, de Claude Brasseur i d'Alexandre Brasseur |